# Mystiker
En mystiker er en person som er tilhænger af mysticisme, dvs. at man søger enhed med det guddommelige, det kan f.eks. være gennem meditation, kontemplation og bøn.

## Etymologi
Mystik kommer af det græske μυστικός, mystikos  – et begreb der stammer fra de eleusinske mysterier i det antikke Grækenland, men er i dag knyttet til den religiøse praksis mystik.